# قاموس السير الذاتية النيوزيلندية
قاموس السيرة الذاتية لنيوزيلندا (بالإنجليزية: Dictionary of New Zealand Biography)‏ (DNZB) هو موسوعة أو قاموس سير ذاتية يحتوي على سير ذاتية لأكثر من 3000 من النيوزيلنديين المتوفين. تم نشره لأول مرة كسلسلة من مجلّدات الطباعة من 1990 إلى 2000، ثم على موقع ويب من عام 2002. حل القاموس محل موسوعة نيوزيلندا لعام 1966، التي كانت تحتوي على 900 سيرة ذاتية. تتم إدارة القاموس من قبل وزارة الثقافة والتراث في حكومة نيوزيلندا.